# Смит, Вера
Вера Констанс Луц урождённая Смит (англ. Vera Constance Lutz англ. Smith; 28 апреля 1912, Фавершэм, гр. Кент — 20 августа 1976, Цюрих) — английский экономист.
Училась в Лондонской школе экономики, во время учебы работала помощницей Ф. Хайека, под руководством которого в 1935 получила докторскую степень. С 1937 супруга известного немецкого экономиста Ф. Луца (1901—1975), в соавторстве с которым написала несколько работ. Работала научным сотрудником Принстонского университета; вела исследовательскую работу в Банке Италии. Перевела на английский язык ряд работ немецких экономистов — В. Рёпке, О. Моргенштерна и Ф. Махлупа.

## Основные произведения
- «Происхождение центральных банков» (The Rationale of Central Banking, 1936);
- «Теория инвестиций фирмы» (Theory of Investment of the Firm, в соавторстве с Ф. Луцем, 1951);
- «Реальные и денежные факторы в определении уровней занятости» (Real and Monetary Factors in the Determination of Employment Levels, 1952);
- «Очерк экономического развития Италии» (Italy, a Study in Economic Development, 1962);
- «Централизованное планирование рыночной экономики. Анализ теории и опыта Франции» (Central Planning for the Market Economy: An Analysis of the French Theory and Experience, 1969).

## Публикации на русском языке
- Происхождение центральных банков : [Перевод] / Вера Смит; [Предисл. Л. Игера]. - М. : Ин-т нац. модели экономики, Б. г. (1996). - 283 с.; 19 см.; ISBN 5-900520-05-6 : Б. ц.
- Происхождение центральных банков / Вера Смит. — М. : Институт национальной модели экономики, 2011. — 284 с. ISBN 978-5-900520-05-6